# UNO

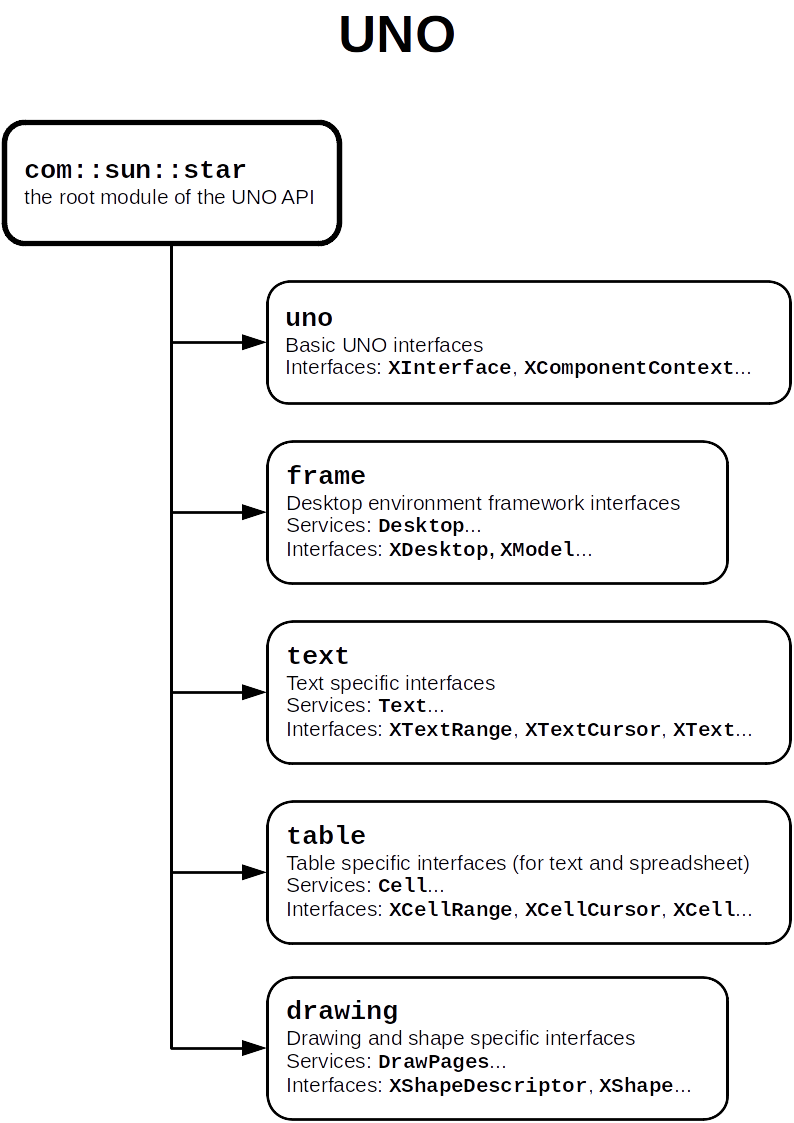
UNO API

Universal Network Objects (UNO) — компонентная модель, основанная на интерфейсах, применяемая в OpenOffice.Org.
UNO обеспечивает взаимодействие объектов, созданных с применением различных технологий (OLE/COM, CLI, Web) и языков программирования (Python, C, C++, Java, Basic), функционирующих на одном или разных компьютерах Internet- / Intranet-сети.